# Wright StreetDeck
Wrightbus StreetDeck是萊特巴士從2014年開始製造的一款雙層巴士，使用戴姆勒OM934柴油發動機。

## 設計
萊特巴士於2014年推出StreetDeck，採用一體化車身設計，車身設計與萊特雙子星三型同出一轍（新加坡SBS Transit及香港九龍巴士部份富豪B8L採用該車身）。StreetDeck的車廂樓梯可選配貫通上下層車窗的透明玻璃，使乘客上下梯級期間亦可欣賞車外景色。
與英國傳統慣用的車尾橫置引擎雙層巴士（例如亞歷山大丹尼士Enviro 400、富豪B9TL、VDL DB300）不同，StreetDeck採用縱置引擎佈局，省去橫置引擎所必須的轉彎齒輪（angle drive），減少動力損耗及減輕重量，以降低耗油量。引擎方面，英國版本配備228匹馬力、5.1公升排氣量的梅斯特斯平治OM934LA歐盟六型四氣缸引擎，惟上斜能力欠佳。低地台中型巴士Optare Solo SR亦採用該款引擎，但馬力僅為154匹。至於九巴的StreetDeck樣辦車則採用排氣量為7.7公升的OM936LA 295匹歐盟六型六氣缸引擎，以應付推動空調機組及爬坡的需求，故其尾跨較英國版為長。此為九龍巴士車隊自梅斯特斯平治O305（ME）於2002年全數退役後首輛採用平治引擎的巴士。
Wright StreetDeck至今在英國本土已售出逾300輛，主要用家為第一集團（FirstGroup）、捷達巴士（Stagecoach）、前進集團（Go-Ahead Group）旗下各分公司。

## 九龍巴士

### 樣板車
2018年，九龍巴士引入了一部StreetDeck。但因為重量問題，未能通過運輸署測試。經過多次修改車廂內座椅的佈局，於2019年4月11日再次進行驗車。九龍巴士並於2018年引入一部Wrightbus StreetDeck兩軸雙層巴士，於該年2月28日運抵本港。該車採用梅斯特斯平治OM936LA六氣缸引擎及Voith波箱，車廂設備及車身塗裝均為「城市脈搏」規格，而其貫穿上下兩層的梯間玻璃面板則是全港首見。另外，落車門上方裝設動態乘客資訊系統，取代傳統落車鐘燈及「請勿下車」燈箱。
抵港三個月後，這輛巴士於6月13日進行首次政府驗車，由於該車尚未完成檢驗程序，故於9月12日繼續進行驗車，並改用合金車輪以減輕重量。2018年11月，有傳因重量問題而未能通過測試，下層車尾近太平門位置的兩個座位已被拆去。2019年3月時，車廂內座椅的佈局已再度被修改，於2019年4月11日再度前往土瓜灣驗車中心進行政府驗車；及後再於2019年4月24日前往九龍灣驗車中心進行傾側測試。該車已於2019年9月12日出牌，車隊編號為W6S1，並於2019年9月17日正式服務5號線及81C號線，但後來因萊特巴士公司破產而被迫暫時停牌。
2020年2月7日，這輛巴士除牌退役，並從九龍灣廠駛往葵涌貨櫃碼頭，曾經前往馬灣試路。該車已於2020年2月20日登船運回英國。

### 量產版
據英國Buses雜誌報導，Wrightbus International於2019年1月宣佈，接獲九龍巴士訂購50輛Wright StreetDeck 10.65米兩軸雙層巴士訂單（W6S2-51），預計用以取代2001年富豪超級奧林比安10.6米（ASV1-49）及2001-2002年丹尼士三叉戟10.6米（ATS51-150）。和樣版車相同，採用梅斯特斯平治OM936LA六氣缸引擎及Voith D854.6波箱，全數座位均配備安全帶。與樣版車不同的是，上層車頭不設電視組件及而太平門亦為傳統外推式設計，與樣版車一向使用的強化玻璃有所不同。
該批巴士預計於2019年下半年抵港，預料車身塗裝與九龍巴士之V6B大致相同。
2019年5月29日，一部疑似是尚未交付九龍巴士的 Wright Streetdeck 兩軸新巴士，於英國 Hinckley 發生意外翻車。據當地網友描述，巴士當時因故障，需要由拖車進行「後拖」拖走，但因不明原因，巴士在一間酒吧外向行人路翻車，酒吧外的人幸好及時走避未有受傷。根據當地消防部門最新消息透露，故障在當地傍晚約7:45發生，巴士因液壓系統故障而翻側（相信是指拖車的液壓系統），及後需召喚專業拖車公司處理，約一個半小時後道路恢復通車。
2020年1月底，九龍巴士已取消該訂單，並加訂第二批25輛Enviro500 MMC 11.3米代替，而已開始生產的量產版巴士改由陽光巴士接收。

## 陽光巴士
2020年7月，陽光巴士訂購5部Wrightbus StreetDeck巴士，用以行走旗下居民巴士及巴士租賃服務，同時取代Neoplan Centroliner（KR6160、KR6768）及行駛NR331／NR331S線的丹尼士三叉戟（KU689、KU5428、KU6395）。同年9月12日，車船Morning Linda運抵一輛純紅色車身的巴士，該車引擎及波箱採用與九龍巴士W6S1大同小異，車身與Wright Eclipse Gemini3同出一轍，該車改用Lazzerini Ethos座椅，並設有樹擋，車頂亦有預留組件以便將來安裝太陽能板，而太平門亦為傳統外推式設計，與九龍巴士一向使用的強化玻璃有所不同，該車採用Hanover II電子顯示屏（白色），值得一提上樓B柱有人手貼上相斜線條，該車其後由陽光巴士員工及旅遊巴陪同下駛離貨櫃碼頭並前往油站加油。
首部陽光巴士Wrightbus StreetDeck巴士於2021年2月10日正式出牌，並於同年3月24日起投入服務。

## 競爭車型
- 富豪B5TL
- 富豪B9TL
- VDL DB300
- 亞歷山大丹尼士Enviro 400

## 外部連結
- 香港巴士大典上的相关条目：Wrightbus StreetDeck